# Ludwig Burkhardt (Mediziner, 1872)

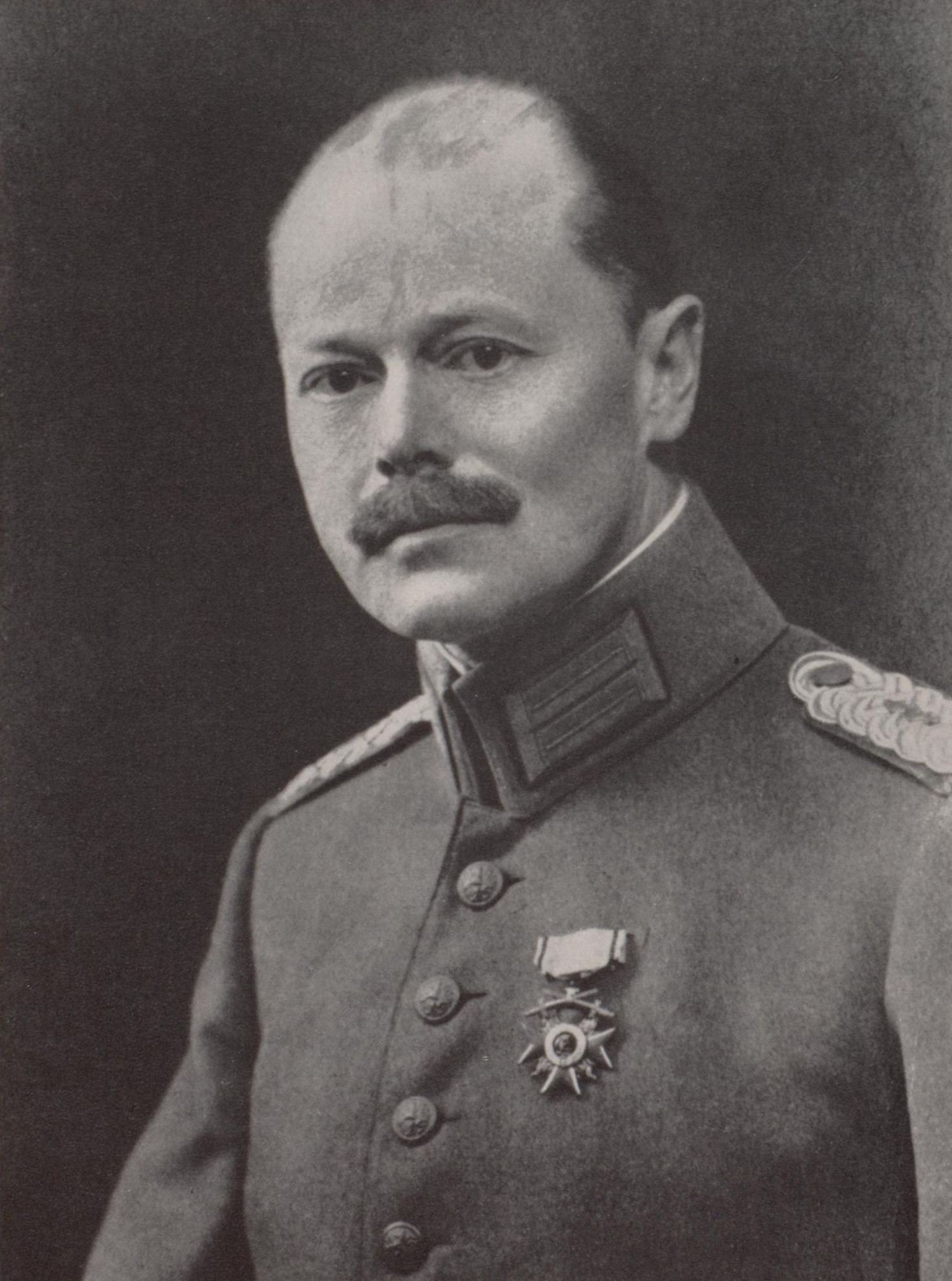
Ludwig Burkhardt, Fotografie

Ludwig Burkhardt (* 21. Juni 1872 in Ansbach; † 15. März 1922 in Nürnberg) war ein deutscher Chirurg, Chefarzt und Hochschullehrer.

## Leben
Burkhardt war der jüngere Sohn des Ansbacher Arztes Karl Ludwig Burkhardt (1833–1911) und Bruder des Ansbacher Bahnarztes Theodor Burkhardt (1866–1935). Nach dem Abitur am Gymnasium Carolinum (Ansbach) begann er an der Julius-Maximilians-Universität Würzburg Medizin zu studieren. 1891 wurde er als Burkhardt III im Corps Moenania Würzburg recipiert. Narziß Ach war ein Koaetane. Als Inaktiver wechselte er an die Christian-Albrechts-Universität zu Kiel und die Ludwig-Maximilians-Universität München. In München wurde er 1895 summa cum laude zum Dr. med. promoviert. Es folgten zwei Assistentenjahre in München an der Chirurgischen Universitätsklinik unter Ottmar von Angerer und am Pathologischen Institut unter Otto von Bollinger. Seine chirurgische Fachausbildung schloss er in Würzburg ab als Zweiter Assistent der Chirurgischen Klinik von 1900 bis 1901 unter Karl Schönborn. 1902 habilitierte er sich dort für Chirurgie. Am 6. September desselben Jahres heiratete er Margarete Schröder. Nach Schönborns Tod leitete er 1906/07 vertretungsweise die Klinik bis zur Übernahme durch Eugen Enderlen. Im selben Jahr wurde er außerordentlicher Professor an der Universität Würzburg und war 1907 bis 1909 Erster Universitäts-Assistent unter Enderlen. 1910 folgte seine Berufung an das Städtische Krankenhaus Nürnberg als Chefarzt der chirurgischen Abteilung. 1911 gehörte er zu den Gründern der Vereinigung der Bayerischen Chirurgen. Er nahm am Ersten Weltkrieg teil und legte seine Kriegserfahrungen in einem ausführlichen Bericht nieder. In der medizinischen Welt und in Nürnberg hoch angesehen, starb er mit 49 Jahren. Wissenschaftlich befasste er sich vor allem mit der intravenösen Narkose. Er verwendete 1909 hierzu Äther und Chloroform, doch wegen dabei auftretender Komplikationen verzichetet er dann auf Chloroform. Um die Nebenwirkungen von Äther verringern führte er 1911 Narkoseeinleitungen mit Trichlorisopropyl (Isopral) durch. Er war sehr musikalisch. Der Physiker Gerd Burkhardt war ein Sohn.

## Schriften (Auswahl)
- mit Oskar Polano: Untersuchungsmethoden und Erkrankungen der männlichen und weiblichen Harnorgane. J. F. Bergmann, Wiesbaden 1908. GoogleBooks
- Die intravenöse Narkose mit Äther und Chloroform. In: Münchner medizinische Wochenschrift. Band 2, 1909, S. 2365 ff.
- Über intravenöse Narkose. In: Münchner medizinische Wochenschrift. Band 15, 1911, S. 778 ff.